# Pseudophilautus macropus
Pseudophilautus macropus är en groddjursart som först beskrevs av Günther 1869.  Pseudophilautus macropus ingår i släktet Pseudophilautus och familjen trädgrodor. Inga underarter finns listade i Catalogue of Life.
Honor är med en längd av 30 till 42 mm större än hannar som blir 24 till 30 mm långa. I motsats till flera andra arter av samma släkte har Pseudophilautus macropus mjuk hud. Huvudet kännetecknas av en avrundad nos och av stora ögon. Arten har stora runda skivor på fingrarnas och tårnas undersida. Dessutom finns simhud mellan tårna. Denna trädgroda har en brun grundfärg och mörkbruna fläckar. En av fläckarna bakom djurets nacke har ofta formen av ett W. På armar och ben förekommer mörkbruna tvärstrimmor.
Exemplar av arten hittades endast i en liten region i centrala Sri Lanka. Området ligger 600 till 760 meter över havet. Det uppskattas vara 10 km² stort. Pseudophilautus macropus hittades i fuktiga skogar och i kardemummaodlingar där inga pesticider används. Individer hittas ofta intill vattendrag på fuktiga klippor. Honan gömmer äggen i den låga och fuktiga växtligheten. När äggen kläcks är individerna full utvecklade och det finns inget grodyngel.
Beståndet hotas av skogens omvandling till odlingsmark, av skogsbruk och av vattenföroreningar. IUCN listar Pseudophilautus macropus därför som akut hotad (CR).